# 全国証券取引所協議会
全国証券取引所協議会（ぜんこくしょうけんとりひきしょきょうぎかい）とは、日本の証券取引所で構成される業界団体。
（英文呼称：Japanese Stock Exchanges Conference）

## 概要
東京証券取引所、大阪証券取引所、名古屋証券取引所、福岡証券取引所、札幌証券取引所、京都証券取引所（現在廃止）、広島証券取引所（現在廃止）、新潟証券取引所（現在廃止）により組織された任意団体である。
かつて、東京証券取引所の各担当部署が事務局となり、証券市場の諸問題に関する意見発信や、全国の各取引所の報告をまとめて同協議会の名目で発表することなどをしていた。主な定期調査報告書(年刊)としては、株式分布状況調査(8月)、配当状況調査(10月)、全国上場会社の企業財務年鑑(11月)、全国流通適格株券参考要覧(6月)などがあった。
現在でも、「全国証券大会」の共催団体として、日本証券業協会、投資信託協会と共に名を連ねているが、団体としての活動実態はないものと考えられる。
ただし、東京証券取引所、大阪証券取引所、名古屋証券取引所、福岡証券取引所、札幌証券取引所、ジャスダックが共同して、「全国証券取引所」という名目で意見発信や調査報告を公表することがある。

## 証券コード協議会
証券コードを設定するため、全国の証券取引所で構成する証券コード協議会は現存する。
- 代表者

会長は、歴代東京証券取引所理事長が務めた。現在は不明。